# Българско училище „Иван Вазов“ (Престън)
Българското училище „Иван Вазов“ е училище на българската общност в град Престън, Англия. Към 2024 г. директор на училището е Ралица Бойкова.

## История
Училището е създадено на 19 септември 2021 г. от Ралица Невянова-Бойкова, която десет години по-рано се премества да живее във Великобритания. Става негов ръководител и учител по български език и литература.
От 2023 г. има филиал в Ланкастър.
През юни същата година училището започва да издава свой вестник на име „Чичовци“.